# 比爾·迪馬特
比爾·迪馬特（英語：Bill DeMott，1966年11月10日—），本名威廉·查理斯·迪馬特二世（英語：William Charles DeMott II），是美國的職業摔角選手，目前處於半退休狀態。比爾·迪馬特目前隸屬於世界摔角娛樂，為現任NXT Wrestling首席教練。比爾·迪馬特最知名的時期是待在世界冠軍摔角及世界摔角娛樂。比爾·迪馬特亦於極限冠軍摔角及日本有良好表現。

## 冠軍及成就

### 職業摔角畫報
- PWI 500-第40名（2001年）[6]
- PWI Years（個人）-第450名（2003年）

### 世界冠軍摔角
- WCW美國重量級冠軍（兩次）[7][8]
- WCW世界雙打冠軍（一次；與艾力克斯·萊特（英语：Alex Wright））[9]